# Norra Kroktjärnen, Närke
Norra Kroktjärnen är en sjö i Örebro kommun i Närke och ingår i Göta älvs huvudavrinningsområde.